# 24重人格
《24重人格》（英語：First Person Plural: My Life as a Multiple）是一本以寫實小說，作者是卡梅倫·韋斯特（Cameron West），他既是作者，亦是故事的主角，他以自己患上解離性人格疾患的經歷撰寫這本書。此書分別曾經被紐約時報及亞馬遜公司評為十大暢銷書，此書亦為作者帶來150萬元美金版稅收入。簡體中文版由上海譯文出版社。

## 內容簡介
故事的主角康麥倫·魏斯特原本是一個成功的中年商人，擁有與哥哥合資的公司，家庭美滿，但長年被腮腺炎困擾，經過一位名醫的指導下，發現由飲食敏感所致，最終能解決腮腺炎的困擾，但原來這才是惡夢的開始。康麥倫發覺自己不單有一個意識的存在，他經常在腦中不同人格的聲音。在心理學家的引導下，部分人格表示康麥倫的人格分裂源自於小時候的亂倫及性侵犯經歷，他建立不同的人格以應付各種傷痛。然而，他一直都不能接受自己過往的經歷及自己是解離性人格疾患患者的事實，他試圖封鎖其他人格，以攻讀博士學位麻醉自己，結果不但引起部分人格對他在肉體上的報復，夫妻關係亦接近無可挽救的地步。慶幸地，康麥倫遇到一位良醫，而他的妻子亦願意繼續支持他，他終於決心面對現實，學習與其他人格共處。